# Partasensaari (ö i Södra Savolax)
Partasensaari är en ö i Finland. Den ligger i sjön Kyyvesi och i kommunen Sankt Michel i den ekonomiska regionen  S:t Michel och landskapet Södra Savolax, i den södra delen av landet, 230 km nordost om huvudstaden Helsingfors. Öns area är 1,8 hektar och dess största längd är 160 meter i sydväst-nordöstlig riktning.